# ラップラー
ラップラー (英語: Rappler) は、フィリピンのパシッグ市に本拠を置くオンラインニュースサイト。
名前は「自由に話す」を意味するrapと「波紋のように広がる」を意味するrippleのかばん語に由来する。マリア・レッサが同業者のジャーナリストやハイテク企業家らとともに設立したメディアで、2011年にMove.PH名義でFacebookで活動を始め、2012年1月に独自にウェブサイトを立ち上げた。
2018年、フィリピン政府の諸官庁がRapplerに対する法的手続きに着手した。Rapplerや職員は政府関係者による汚職、ロドリゴ・ドゥテルテ政権寄りのボットやトロールの利用を明らかにしたこと、またフィリピン麻薬戦争を記録したことで狙われたのだと主張した。創設者の一人マリア・レッサは2021年10月、「表現の自由を守るための努力」が評価され、ロシア人ジャーナリストのドミトリー・ムラトフとノーベル平和賞を共同受賞した。

## 沿革

### 2010年-2016年

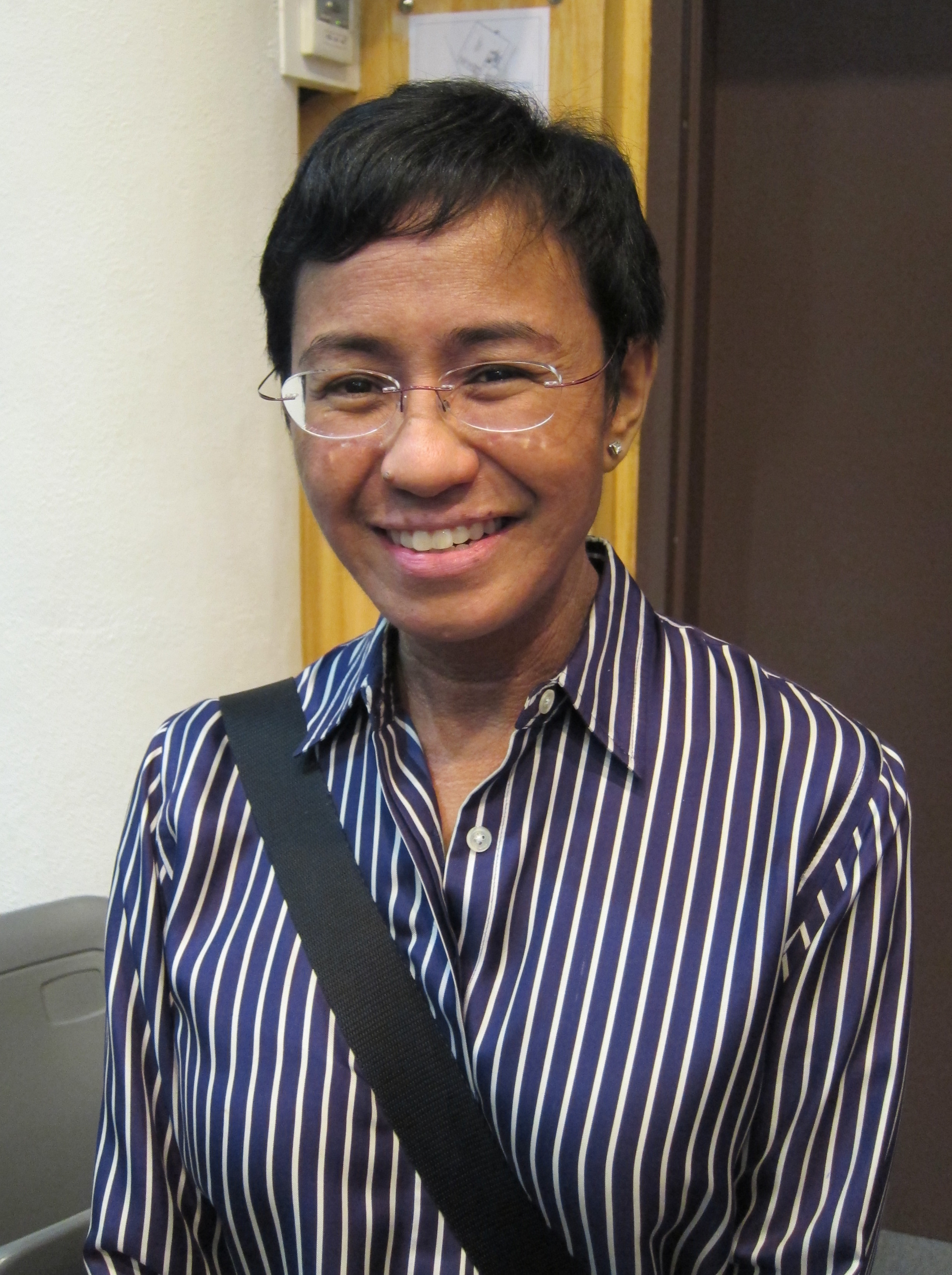
共同創設者の1人、マリア・レッサ

ラップラーを立ち上げるまでのマリア・レッサは、25年以上にわたり東南アジアを中心にCNNの各支局を転々とするジャーナリストで、CNN退職後はフィリピンのABS-CBNでキャスターを務める傍ら、フィリピン大学ディリマン校やプリンストン大学で放送、政治学、ジャーナリズムの講義を担当していた。
報道業界に長く接する中、ジャーナリズムは「視聴者参加型」へ移行していくと考えたレッサは他のジャーナリストらと共にフィリピン初のソーシャルニュースサイトとなるラップラーを立ち上げることになる。発端となったのは2010年、レッサやリリベス・フロンドーソ、グレンダ・グロリアがテレビ業界やジャーナリズムの行く末などについて議論を交わしたことだった。議論は他のジャーナリストや起業家も加わり、やがて会社を設立する方向に進み、結果としてグレンダとマリテス・ヴィトゥグ率いる企業のNewsbreak、マヌエル・アヤラが関わっていた起業支援企業のHatchd、レイマンド・ミランダが設立したメディア企業のDolphin Fireによる支援のもと、ラップラーが設立された。
活動を開始した2011年7月当初はMove.PHというFacebookの一アカウントであり、独自のウェブサイトを立ち上げたのは2012年1月のことである。フィリピンのインターネットの使用率は2011年時点で30%程度に留まっていたが、携帯電話やソーシャルメディアの人気を背景に、立ち上げから半年で月間PV数は200万から300万回で推移するようになった。1年8か月のベータ版期間を挟んで、翌9月にはAlexaによるフィリピン国内のアクセス数ランキングにおいて25位となり、ニュースサイトの中ではフィリピン・デイリー・インクワイアラーとABS-CBN Newsに次ぐ人気を得た。2015年に、デジタルイノベーションを評価する情報社会世界サミット大賞を受賞した。

### 2016年-
2016年にロドリゴ・ドゥテルテが大統領に就任して以降、反政権的なメディアに対する圧力が強まった。民放のABS-CBNの場合、大統領選挙時の報道姿勢をきっかけに注視され、2020年に放送免許更新ができずテレビ・ラジオの無料放送停止を強いられた。麻薬戦争のほか、ソーシャルメディアを利用した世論操作など、ドゥテルテ政権を批判的に報じたラップラーも政府から敵視されるようになった。ドゥテルテは2017年の演説でラップラーが憲法で定められた外資規制に違反しているのではないかと主張したり、ラップラーを指して「CIAからカネを受け取っている」「フェイクニュース」と批判したほか、2018年2月には大統領取材を禁じる措置がとられている。
2017年10月26日、世界のファクトチェック団体を支援するポインター研究所の国際ファクトチェックネットワークに加盟。この加盟に続く2018年4月、Facebookは自社プラットフォーム上での偽情報の拡散を防止するため、第三者ファクトチェック機関としてラップラーとVERA Filesと提携すると発表した。フィリピン政府は偽情報拡散に対するFacebookの姿勢を評価しつつ、2団体とも反政権的なバイアスがかかっているとして批判した。
2018年以降は後述する外資規制違反、サイバー名誉毀損、脱税の疑いをめぐり、訴訟問題がラップラーを取り巻いた。証券取引委員会から外資規制違反の疑いで司法省に告発されたほか、2019年には元最高裁判事と実業家の癒着疑惑を報じた記事が名誉毀損にあたるとしてCEOのレッサが逮捕されるなどした。一連の訴訟問題をめぐっては、フィリピン記者クラブのように擁護する団体も見られるが、国境なき記者団や国際連合の特別報告者は懸念を表明し、複数の監視団体からは政権批判を封じ込めようとする動きと解釈された。
2022年6月、ボンボン・マルコス大統領就任を前に2018年の措置と同様に免許取り消し処分を受けた。レッサはこの措置に上訴する意向を示し、2023年時点で控訴中である。
ニールセンによる調査では、2023年第2四半期の時点でフィリピン第6のニュースサイトとなっている。フィリピン国外からは数少ない反体制派としての姿勢で知られる一方で、フィリピン国内においてはレッサと同様に国外ほど評価はされていない。

## 訴訟問題

### 外資規制違反
証券取引委員会は2018年1月11日、ラップラーが憲法の外資規制に違反したとして、同社に対する事業免許を取り消した。2015年にアメリカの投資ファンド・オミダイア・ネットワークに預託証券を発行して100万ドル以上を調達したことが、経営権の一部引き渡しとして、フィリピン人以外のメディア企業保有を禁じる憲法の条項に違反するとされた。ラップラーはファンド側は経営に関与していないと主張し、1月29日に控訴裁判所に再審理を求めたが、訴えは7月26日に退けられている。なお、この間の2月28日にオミダイア・ネットワークはフィリピン人従業員に調達資金分を寄付している。
免許取り消し後も運営を続けていたが、2022年6月28日、レッサはフィリピン政府からラップラーの閉鎖を命じられたと明かし、翌29日には証券取引委員会が再度の免許取り消しを発表した。レッサは「極めて異例な手続き」だったとして上訴する意向を示し、2023年時点で控訴中である。

### サイバー名誉毀損
2017年10月ないし12月、実業家のウィルフレド・ケンがラップラーの記事で名誉を毀損されたとして国家捜査局に訴えを起こした。
問題とされた記事は2012年5月29日付けのもので、レナト・コロナ最高裁判所長官（当時）が実業家のウィルフレド・ケンのSUVを利用しており、そのケンは人身売買や薬物密輸などの違法行為に関与した嫌疑で国家安全保障会議に調査されていた、という内容だった。記事中では違法行為疑惑の情報源として2002年8月12日付けのフィリピン・スター紙の記事が引用されているが、同紙は2019年に該当記事を削除している。
ケンは2018年1月10日に宣誓供述書を提出し、国家捜査局は同18日にレッサと編集者のレイナルド・サントスJr.に対し、同22日までの出頭と証拠提出を求める召喚状を送付したが、翌2月に時効成立を理由に訴えを棄却していた。しかし棄却後に検察が2019年1月にサイバー犯罪防止法を根拠とした告発を勧告すると、翌2月に司法省がケンの訴えを受理した。同法が施行されたのは2012年10月だが、司法省は2014年にも編集されているとして告発可能とした。
サイバー名誉毀損に係る裁判の結果、マニラの地方裁判所は2020年6月15日、ラップラーとしての責任は認定しなかった一方で、サントスとレッサに対し6年以下の懲役刑を言い渡した。その後、2022年10月にレッサらによる再審請求が控訴裁判所に却下されたものの、以降も申し立てが続けられており2023年時点で控訴中である。

### 税金問題
2018年11月、2015年にオミダイア・ネットワークから約300万ドルを調達したときに申告しなかったとして、司法省がマリア・レッサや公認会計士とともにラップラーを脱税で告訴した。ラップラーやレッサは計5件の脱税疑惑で起訴されたが、うち4件は2023年1月に税務控訴裁判所により無罪とされ、同9月の判決をもって全て無罪とされた。

## 特徴
報道姿勢については、ドゥテルテ政権下で政府に批判的なメディアと評されることが多いが、マニラ・タイムズのリゴベルト・ティグラオのようにアメリカ合衆国の立場に立ったネオコン的メディアと評する声もある。
同社のサイトはフィリピン国内のニュースを中心にビジネスやエンタメなど広範な分野の記事を配信しており、配信内容には動画コンテンツも含まれる。12時と18時にはキャスターが最新ニュースを要約した動画コンテンツが配信される。

### Mood Meter

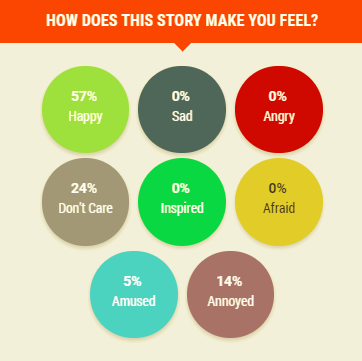
Mood Meterは記事を読んだユーザーの反応を可視化する

ラップラーの各記事に埋め込まれたブログパーツ。記事を読んだユーザーは読後どう感じたか、8択ある選択肢（画像参照）から一番近いものを選ぶことができる。こうして得られたフィードバックはMood Navigatorとしてインフォグラフィックで可視化される。この機能により、ラップラーは2012年にフィリピンインターネット・モバイルメディアマーケティング協会 (Internet and Mobile Media Marketing Association of the Philippines)後援のブランド・エクスペリエンス・ブーメラン賞 (Brand Experience Boomerang Awards)銅賞を受賞している。

### Project Agos
Project Agosとは、SNSと連携したユーザーによるリアルタイム型の災害情報共有マップ機能で、2013年にフィリピンを襲来した台風を契機に開発された機能である。マップはハザードマップも兼ねており、平時では天気情報を写真とともに共有することも可能。

### Rappler+
2019年に導入された有料の購読サービスで、会員限定のイベントや、調査報道などのコンテンツが利用可能となる。400フィリピンペソの1か月コースと3500フィリピンペソの1年コースがある。

### Rappler Communities
2023年12月に配信された、ユーザーが様々な話題について議論を交わすことができるモバイルアプリ。